# Emlembe
Emlembe – szczyt w Górach Smoczych, w Afryce Południowej. Leży na granicy między Południową Afryką a Eswatini. Jest to najwyższy szczyt Eswatini.